# High Quality United FC
High Quality United FC was een voetbalclub in Thimphu, de hoofdstad van Bhutan. In 2021 werd de club opgeheven door hun eigenaar, mede vanwege de Coronacrisis.
Het laatste seizoen van High Quality United FC, 2021, speelden ze in de Bhutan Premier League, nadat ze het jaar daarvoor kampioen werden in de Bhutan Super League. De ploeg speelde toentertijd in het nationale stadion van Bhutan: het Changlimithangstadion.
BFF Academy U-19 · Paro FC · Phuentsholing United · Royal Thimphu College FC · Tensung · Thimphu City · Transport United · Tsirang FC